# Abetone
Abetone es una localidad italiana de la provincia de Pistoia, región de Toscana, con 696 habitantes.

## Evolución demográfica
| Gráfica de evolución demográfica de Abetone entre 1861 y 2001 |
|                                                               |
| Fuente ISTAT - elaboración gráfica de Wikipedia               |